# Іан Раш
Іан Джеймс Раш (валл. Ian James Rush; нар. 20 жовтня 1961 року, Сент-Асаф, Денбігшир, Уельс) — валлійський футболіст, нападник. Найбільш відомий виступами за англійський «Ліверпуль». Другий бомбардир в історії збірної Уельсу.

## Клубна кар'єра

### «Честер Сіті»
Після закінчення католицької школи Святого Річарда 1978 року, Іан почав свою футбольну кар'єру в Третьому дивізіоні в клубі «Честер Сіті». Його дебют відбувся 1979 року проти «Шеффілд Венсдей», спочатку Іан виступав у центрі півзахисту, але потім став грати центрального нападника,. Свій перший гол за «Честер» Раш забив у матчі проти «Джиллінгема». 1980 року Іан разом з «Честер Сіті» дійшов до п'ятого раунду кубка Англії, програвши клубу «Іпсвіч Таун», який наступного року став володарем Кубка УЄФА. Яскрава гра Іана Раша звернула погляди футбольних клубів тодішнього Першого дивізіону. На Раша претендували «Манчестер Сіті» і «Ліверпуль». Раш з дитинства був уболівальником «Евертона». Але тренер «Ліверпуля» Боб Пейслі заплатив рекордну суму в 300 000 фунтів стерлінгів за Раша, хоча контракт закінчувався тільки в кінці сезону. Рекорд трансферу тримався в клубі «Честер Сіті» 29 років.

### «Ліверпуль» (1980–1987)
Іан перейшов в «Ліверпуль» на зміні поколінь. Спочатку він не завжди потрапляв в стартовий склад, Боб Пейслі вважав, що місце в основі треба заслужити. У перший сезон, Іан мало виходив на поле, найбільшим розчаруванням було не потрапляння в склад на фінал Кубка європейських чемпіонів 1981 року, в Парижі проти мадридського «Реала». У сезоні 1981–1982 років, Іан став основним гравцем «Ліверпуля», і забив в чемпіонаті 17 голів. «Ліверпуль» вдало виступив у чемпіонаті вигравши чемпіонат і Кубок Ліги. Другий сезон склався також вдало для Раша і його команди, черговий дубль перемога в чемпіонаті і Кубку Ліги, і сам Іан забив 24 голи. Сезон 1983–1984 років став для Раша найвидатнішим: «Ліверпуль» втретє поспіль виграв чемпіонат і Кубок Ліги, а в фіналі Кубка європейських чемпіонів, в Римі, в серії пенальті обіграв «Рому». Іан забив 47 голів в 65 матчах. Раш був названий гравцем року, найкращим валлійським спортсменом за версією BBC і володарем «Золотої бутси». У наступному сезоні «Ліверпуль» вийшов у фінал Кубка європейських чемпіонів, але матч запам'ятався як «Ейзельська трагедія». Після чого, «Ліверпуль» був дискваліфікований на 7 років. Черговим, але першим в кар'єрі Раша, трофеєм став кубок Англії, виграний 1986 року. В ту пору, багато гравців з першого дивізіону, щоб «не втрачати форму», воліли їхати на континент. Контракт з туринським «Ювентусом» Іан уклав 1986 року, але виступати мав тільки з 1987 року. Багато хто стверджує, що перехід Раша з Ліверпуля в «Юве», було якимось жестом згладжування ситуації, спроби відновити відносини. Контракт становив 3 000 000 фунтів стерлінгів.

### «Ювентус»
Раш відіграв лише один сезон у складі «Ювентуса». За команду Іан провів 29 матчів і забив 7 м'ячів, ставши найкращим бомбардиром. Той сезон був явно провальним, гравці «Юве» забили всього 35 голів, 7 з яких на рахунку Раша. Керівництво «Ювентуса» було незадоволене таким провалом, а Раша звинуватили в таких результатах. Дізнавшись, що на валлійця претендують ряд європейських клубів, керівники «Ювентуса» вирішують продати Раша назад в Англію. У своїй автобіографічній книзі, Раш описав ситуацію зі своєї точки зору. Йому було важко адаптуватися не тільки до гри, а й обстановки, на нього косо дивилися через ліверпульське минулого і явно бачили в ньому тільки ворога.

### «Ліверпуль» «1988-1996»
Повернувшись додому, Іан зайняв своє звичне місце центрального нападника, у команді з'явилися новачки Джон Олдрідж, Джон Барнс, Пітер Бердслі. Кенні Далгліш був у ролі граючого тренера. Олдрідж купувався як заміна Рашу, і після повернення Іану довелося знову доводити своє місце в основі. Багато хто вважав що виступати разом вони не можуть, будучи однопланові по амплуа гравцями. Керівництво клубу бачило в Раші гравця-рятівника. І Раш довів всім що саме він повинен грати в основі. У фінальному матчі кубка Англії, на «Вемблі», проти свого одвічного суперника «Евертона», Раш вийшов на заміну за рахунку 1-1. Гол у складі «червоних» забив Олдрідж. Спочатку Раш вивів Ліверпуль вперед, після того як гравець «Евертона» Стюарт Маккол зрівняв рахунок, в додатковий час Раш забив переможний гол. Та перемога була дуже важлива для Ліверпуля. 15 квітня 1989 року в півфіналі проти «Ноттінгем Форест» сталася трагедія на стадіоні «Хіллсборо». Під час фіналу, вболівальники «Евертона» і «Ліверпуля» об'єдналися, а через все місто Ліверпуль був протягнутий ланцюг з шарфів обох клубів. УЄФА ухвалило рішення про скорочення терміну дискваліфікації «Ліверпуля». Своєю грою, Раш відправив свого конкурента ірландця Джона Олдріджа в скромний клуб передмістя Ліверпуля «Транмер Роверс», напад становила трійка Раш — Барнс — Бердслі. Сезон 1989–1990 років став переможним. Але виступати в розіграші Кубка європейських чемпіонів не зміг, тому що УЄФА дало дозвіл тільки на сезон 1991–1992 років. У сезоні 1990–1991 Ліверпуль вів боротьбу з лондонським «Арсеналом». В середині сезону у відставку пішов Кенні Далгліш, на його місце прийшов шотландець Грем Сунесс. Ліверпуль прийшов до фінішу другим, що дало йому право виступити в Європі в Кубку УЄФА. Сезон 1991–1992 не приніс титулу в чемпіонаті, «Ліверпуль» виграв, в третій раз за участю Раша, кубок Англії, перемігши «Сандерленд» 2-0. Наступний сезон 1992–1993 був початком спаду «Ліверпуля». У команді почалася зміна поколінь, заграв молодий Стів Макманаман, трохи пізніше Роббі Фаулер і Джеймі Реднапп. Ліверпуль вибув з Кубка володарів кубків, програвши московському «Спартаку». Раш виграв шостий для себе Кубок Ліги 1995 року. Керівництво «Ліверпуля» розуміло, що потребує більш молодого та мобільного нападника, і на заміну Рашу був куплений майже за £ 5 000 000 Стен Коллімор з «Ноттінгем Форест».

### Завершення кар'єри
Після відходу з «Ліверпуля», Раш грав за «Лідс Юнайтед», «Ньюкасл Юнайтед», «Шеффілд Юнайтед», «Рексем», завершив кар'єру в Австралії в клубі «Сідней Олімпік» 2000 року.

## Тренерська кар'єра
Попрацювавши тренером нападників при Жерарі Ульє, Іан вирішив очолити свій перший професійний клуб, «Честер». Але ставши біля керма, Раш часто піддавався критиці за тактику гри і часті поразки з великим рахунком. Пропрацювавши майже два сезони, Раш вирішив залишити пост головного тренера.

## Робота в ЗМІ
Після відходу з «Честера», 2005 року, Раш став коментувати ігри Ліги Чемпіонів, працював експертом для каналів TNS і ESPN.
В даний час тренер нападників «Ліверпуля». 2008 року вийшла у світ автобіографія Раша під назвою «Раш: Автобіографія».

## Статистика

### Клуба статистика
| Клуб                | Сезон               | Ліга                       | Ліга | Ліга | Кубок | Кубок | Європа | Європа | Інші | Інші | Всього | Всього |
| Клуб                | Сезон               | Ліга                       | Ігри | Голи | Ігри  | Голи  | Ігри   | Голи   | Ігри | Голи | Ігри   | Голи   |
| ------------------- | ------------------- | -------------------------- | ---- | ---- | ----- | ----- | ------ | ------ | ---- | ---- | ------ | ------ |
| 1978-79             | Честер Сіті         | Третій дивізіон            | 1    | 0    | 0     | 0     | 0      | 0      | 0    | 0    | 1      | 0      |
| 1979-80             | Честер Сіті         | Третій дивізіон            | 33   | 14   | 8     | 5     | 0      | 0      | 0    | 0    | 41     | 19     |
| 1980-81             | Ліверпуль           | Перший дивізіон            | 7    | 0    | 1     | 0     | 1      | 0      | 0    | 0    | 9      | 0      |
| 1981-82             | Ліверпуль           | Перший дивізіон            | 32   | 17   | 13    | 11    | 4      | 2      | 0    | 0    | 49     | 30     |
| 1982-83             | Ліверпуль           | Перший дивізіон            | 34   | 24   | 11    | 4     | 5      | 2      | 1    | 1    | 51     | 31     |
| 1983-84             | Ліверпуль           | Перший дивізіон            | 41   | 32   | 14    | 10    | 10     | 5      | 0    | 0    | 65     | 47     |
| 1984-85             | Ліверпуль           | Перший дивізіон            | 28   | 14   | 7     | 7     | 6      | 5      | 3    | 0    | 44     | 26     |
| 1985-86             | Ліверпуль           | Перший дивізіон            | 40   | 22   | 14    | 9     | 0      | 0      | 2    | 2    | 56     | 33     |
| 1986-87             | Ліверпуль           | Перший дивізіон            | 42   | 30   | 12    | 4     | 0      | 0      | 3    | 6    | 57     | 40     |
| 1987-88             | Ювентус             | Серія А                    | 29   | 7    | 7     | 5     | 3      | 1      | 1    | 0    | 40     | 13     |
| 1988-89             | Ліверпуль           | Перший дивізіон            | 24   | 7    | 6     | 4     | 0      | 0      | 2    | 0    | 32     | 11     |
| 1989-90             | Ліверпуль           | Перший дивізіон            | 36   | 18   | 11    | 8     | 0      | 0      | 1    | 0    | 48     | 26     |
| 1990-91             | Ліверпуль           | Перший дивізіон            | 37   | 16   | 10    | 10    | 0      | 0      | 1    | 0    | 48     | 26     |
| 1991-92             | Ліверпуль           | Перший дивізіон            | 18   | 4    | 8     | 4     | 5      | 1      | 0    | 0    | 31     | 9      |
| 1992-93             | Ліверпуль           | Прем'єр-ліга               | 32   | 14   | 5     | 2     | 4      | 5      | 1    | 1    | 42     | 22     |
| 1993-94             | Ліверпуль           | Прем'єр-ліга               | 42   | 14   | 7     | 5     | 0      | 0      | 0    | 0    | 49     | 19     |
| 1994-95             | Ліверпуль           | Прем'єр-ліга               | 36   | 12   | 14    | 7     | 0      | 0      | 0    | 0    | 50     | 19     |
| 1995-96             | Ліверпуль           | Прем'єр-ліга               | 20   | 5    | 6     | 2     | 3      | 0      | 0    | 0    | 29     | 7      |
| 1996-97             | Лідс Юнайтед        | Прем'єр-ліга               | 36   | 3    | 6     | 0     | 0      | 0      | 0    | 0    | 42     | 3      |
| 1997-98             | Ньюкасл Юнайтед     | Прем'єр-ліга               | 10   | 0    | 3     | 2     | 1      | 0      | 0    | 0    | 14     | 2      |
| 1997-98             | Шеффілд Юнайтед     | Перший дивізіон            | 4    | 0    | 0     | 0     | 0      | 0      | 0    | 0    | 4      | 0      |
| 1998-99             | Рексем              | Другий дивізіон            | 17   | 0    | 6     | 0     | 0      | 0      | 1    | 0    | 24     | 0      |
| 1999-2000           | Сідней Олімпік      | Національна футбольна ліга | 3    | 1    | 0     | 0     | 0      | 0      | 0    | 0    | 3      | 1      |
| Всього за Ліверпуль | Всього за Ліверпуль | Всього за Ліверпуль        | 469  | 229  | 139   | 87    | 38     | 20     | 14   | 10   | 660    | 346    |
| Всього за кар'єру   | Всього за кар'єру   | Всього за кар'єру          | 602  | 254  | 169   | 99    | 42     | 21     | 16   | 10   | 828    | 384    |

### Голи за збірну
| #   | Дата              | Стадіон                    | Суперник          | Рахунок | Результат | Змагання                                 |
| --- | ----------------- | -------------------------- | ----------------- | ------- | --------- | ---------------------------------------- |
| 1.  | 27 травня 1982    | Рейскорс Граунд, Рексем    | Північна Ірландія | 3-0     | 3-0       | Домашній чемпіонат Великої Британії 1982 |
| 2.  | 2 червня 1982     | Муніципальний, Тулуза      | Франція           | 1-0     | 1-0       | Товариський матч                         |
| 3.  | 22 вересня 1982   | Ветч Філд, Свонсі          | Норвегія          | 1-0     | 1-0       | Кваліфікація до Євро-1984                |
| 4.  | 15 грудня 1982    | Под Горицом, Титоград      | Югославія         | 2-3     | 4-4       | Кваліфікація до Євро-1984                |
| 5.  | 23 лютого 1983    | Вемблі, Лондон             | Англія            | 1-0     | 1-2       | Домашній чемпіонат Великої Британії 1983 |
| 6.  | 12 жовтня 1983    | Рейскорс Граунд, Рексем    | Румунія           | 1-0     | 5-0       | Товариський                              |
| 7.  | 12 жовтня 1983    | Рейскорс Граунд, Рексем    | Румунія           | 3-0     | 5-0       | Товариський                              |
| 8.  | 26 лютого 1985    | Рейскорс Граунд, Рексем    | Норвегія          | 1-1     | 1-1       | Товариський                              |
| 9.  | 27 березня 1985   | Гемпден Парк, Глазго       | Шотландія         | 1-0     | 1-0       | Кваліфікація до ЧС-1986                  |
| 10. | 30 квітня 1985    | Рейскорс Граунд, Рексем    | Іспанія           | 1-0     | 3-0       | Кваліфікація до ЧС-1986                  |
| 11. | 30 квітня 1985    | Рейскорс Граунд, Рексем    | Іспанія           | 3-0     | 3-0       | Кваліфікація до ЧС-1986                  |
| 12. | 26 березня 1986   | Ленсдаун Роуд, Дублін      | Ірландія          | 1-0     | 1-0       | Товариський                              |
| 13. | 1 квітня 1987     | Рейскорс Граунд, Рексем    | Фінляндія         | 1-0     | 4-0       | Кваліфікація до Євро-1988                |
| 14. | 29 квітня 1987    | Рейскорс Граунд, Рексем    | Чехословаччина    | 1-1     | 1-1       | Кваліфікація до Євро-1988                |
| 15. | 1 червня 1988     | Національний, Валетта      | Мальта            | 3-2     | 3-2       | Товариський                              |
| 16. | 4 червня 1988     | Маріо Рігамонті, Брешія    | Італія            | 1-0     | 1-0       | Товариський                              |
| 17. | 17 жовтня 1990    | Нініан Парк, Кардіфф       | Бельгія           | 1-1     | 3-1       | Кваліфікація до Євро-1992                |
| 18. | 14 листопада 1990 | Жозі Бартель, Люксембург   | Люксембург        | 1-0     | 1-0       | Кваліфікація до Євро-1992                |
| 19. | 5 червня 1991     | Кардіфф Армс Парк, Кардіфф | Німеччина         | 1-0     | 1-0       | Кваліфікація до Євро-1992                |
| 20. | 20 травня 1992    | Національ, Бухарест        | Румунія           | 1-5     | 1-5       | Кваліфікація до ЧС-1994                  |
| 21. | 9 вересня 1992    | Мілленіум, Кардіфф         | Фарерські острови | 1-0     | 6-0       | Кваліфікація до ЧС-1994                  |
| 22. | 9 вересня 1992    | Мілленіум, Кардіфф         | Фарерські острови | 4-0     | 6-0       | Кваліфікація до ЧС-1994                  |
| 23. | 9 вересня 1992    | Мілленіум, Кардіфф         | Фарерські острови | 6-0     | 6-0       | Кваліфікація до ЧС-1994                  |
| 24. | 31 березня 1993   | Мілленіум, Кардіфф         | Бельгія           | 2-0     | 2-0       | Кваліфікація до ЧС-1994                  |
| 25. | 6 червня 1993     | Свенкаскеар, Тофтір        | Фарерські острови | 3-0     | 3-0       | Кваліфікація до ЧС-1994                  |
| 26. | 8 вересня 1993    | Мілленіум, Кардіфф         | Чехословаччина    | 2-1     | 2-2       | Кваліфікація до ЧС-1994                  |
| 27. | 13 жовтня 1993    | Мілленіум, Кардіфф         | Кіпр              | 2-0     | 2-0       | Кваліфікація до ЧС-1994                  |
| 28. | 23 травня 1994    | Кадріору, Таллінн          | Естонія           | 1-0     | 2-1       | Кваліфікація до ЧС-1994                  |

## Досягнення
- Чемпіон Англії: 1982–83, 1983–84, 1985–86, 1987–88, 1989–90
- Володар кубка Англії: 1985–86, 1988–89, 1991–92
- Володар Кубка Ліги: 1980-81, 1981–82, 1982–83, 1983–84, 1994–95
- Володар Суперкубка Англії: 1982, 1986, 1988, 1989, 1990, 1991
- Володар Кубка УЄФА: 1983-84